# Procladius fuscus
Procladius fuscus är en tvåvingeart som beskrevs av Lars Zakarias Brundin 1956. Procladius fuscus ingår i släktet Procladius och familjen fjädermyggor.
Artens utbredningsområde är Sverige. Arten är reproducerande i Sverige. Inga underarter finns listade i Catalogue of Life.